# Naggo Head FC
Naggo Head FC ist ein Fußballverein aus der jamaikanischen Stadt Portmore. Der seit 1979 bestehende Verein trat zuletzt in der Saison 2006/07 in der National Premier League an, der höchsten Spielklasse der Jamaica Football Federation, dem nationalen Fußballverband Jamaikas. Aus dieser musste der Verein jedoch zum Saisonende als Tabellenletzter absteigen.